# Setjmp.h
setjmp.h é um arquivo cabeçalho da biblioteca padrão da linguagem de programação C que fornece declarações para funções ou macros para funcionalidade de saltos que não seguem a forma usual de chamadas para subrotinas e a sequência de retornos.
Um uso típico para as funções setjmp e longjmp é a implementação de um mecanismo de tratamento de exceções que utiliza a longjmp para re-estabelecer o estado de um programa ou thread, mesmo numa chamada com múltiplos níveis. Outro uso para setjmp é criar uma sintaxe similar a co-rotinas.

## Exemplo
O exemplo abaixo mostra a ideia básica do setjmp:
```
#include
 
<stdio.h>

#include
 
<setjmp.h>

static
 
jmp_buf
 
controladorJmp
;

void
 
segunda
(
void
)
 
{

  
printf
(
"segunda
\n
"
);
 
// será impresso na tela

  
// pula de volta para onde setjmp() foi chamada,

  
// e faz com que ela agora retorne 1

  
longjmp
(
controladorJmp
,
 
1
);

}

void
 
primeira
(
void
)
 
{

  
segunda
();

  
printf
(
"primeira
\n
"
);
 
// não será impresso na tela

}

int
 
main
()
 
{

  
if
 
(
setjmp
(
controladorJmp
)
 
==
 
0
)
 
{

    
primeira
();

  
}
 
else
 
{
 
// quando longjmp() é chamada, setjmp() retornou 1

    
printf
(
"main
\n
"
);
 
// será impresso na tela

  
}

  
return
 
0
;

}

```

Quando executado, o programa acima imprime na tela:
```
segunda
main

```